# آدریانو فریرا
 آدریانو فریرا (انگلیسی: Adriano Ferreira؛ زاده ۱۶ مارس ۱۹۷۴) یک تنیس‌باز اهل برزیل است.